# トマス・ド・グレイ (第2代ド・グレイ伯爵)

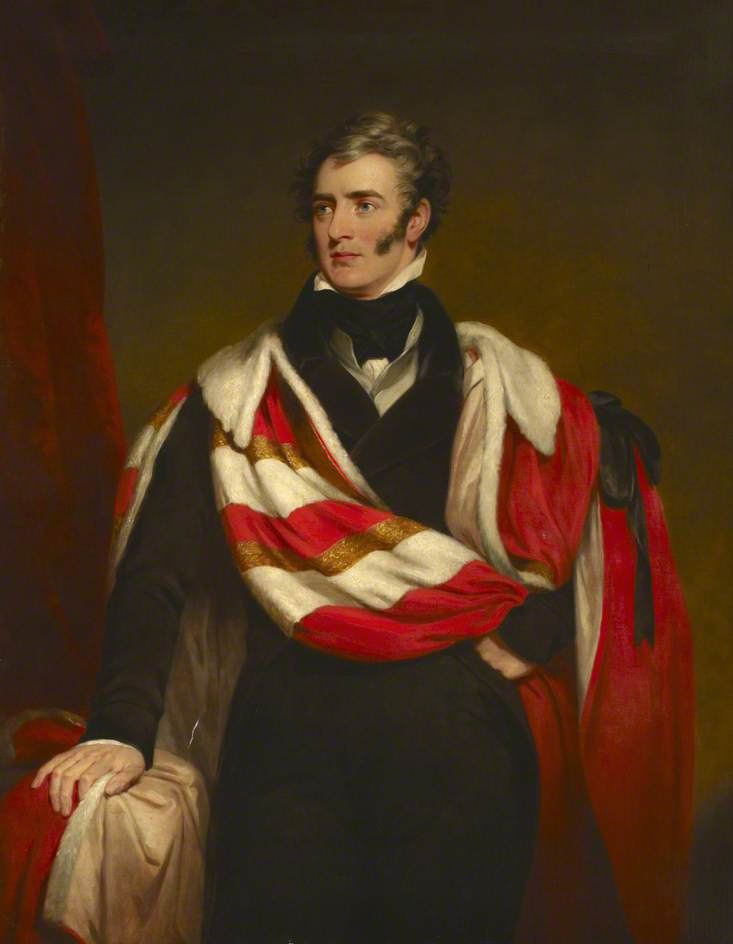
第2代ド・グレイ伯爵

第2代ド・グレイ伯爵トマス・フィリップ・ド・グレイ（英語: Thomas Philip de Grey, 2nd Earl de Grey KG PC FRS FSA、出生名トマス・フィリップ・ロビンソン（Thomas Philip Robinson）、1781年12月8日 – 1859年11月14日）は、イギリスの貴族、政治家。保守党に所属し、海軍卿（在任：1834年 – 1835年）、アイルランド総督（在任：1841年 – 1844年）を歴任した。

## 生涯
第2代グランサム男爵トマス・ロビンソンと妻メアリー（Mary、旧姓ヨーク（Yorke）、第2代ハードウィック伯爵フィリップ・ヨークの娘）の息子として、1781年12月8日にホワイトホールで生まれた。1786年7月20日に父が死去すると、グランサム男爵位とトップクリフの地所を継承した。1792年1月31日に祖父の兄の息子にあたる第5代準男爵サー・ノートン・ロビンソンが死去すると、準男爵位を継承した。1798年6月6日にケンブリッジ大学セント・ジョンズ・カレッジに入学、1801年にM.A.の学位を修得した。1803年5月7日、国王の認可状を受けて姓をウェデル（Weddell）に変えた。1806年11月13日、ロンドン考古協会フェローに選出された。
1818年3月17日から1859年に死去するまでベッドフォードシャー統監を務めた。1831年から1837年まで国王ウィリアム4世の、1837年から1859年までヴィクトリア女王のヨーマンリー・エー＝ド＝カン（Yeomanry Aide-de-Camp）を務めた。
1833年5月4日に母の姉にあたる初代ド・グレイ女伯爵アマベル・ヒューム＝キャンベルが死去すると、ド・グレイ伯爵位の特別残余権（special remainder）に基づき爵位を継承、同年6月23日に国王の認可状を受けて姓をド・グレイに変えた。
1834年に英国建築家協会が設立されると初代会長に就任、1859年に死去するまで務めた。
政治ではカトリック解放に賛成、1820年にホイッグ党に同調して、ジョージ4世妃キャロライン・オブ・ブランズウィックに対する1820年刑罰法案に反対票を投じた。『完全貴族名鑑』では保守党所属、『オックスフォード英国人名事典』ではトーリー党穏健派所属とされる。
第1次ピール内閣では1834年12月22日から1835年4月25日まで海軍卿を務め、1834年12月29日に枢密顧問官に任命された。
1841年4月29日、王立協会フェローに選出された。第2次ピール内閣では1841年9月3日から1844年7月26日までアイルランド総督を務め、アイルランドからイングランドに戻った後の1844年12月12日にガーター勲章を授与された。アイルランド総督としてはそれまでの経歴と比べてはるかに保守的であり、カトリック教徒の官職任命を渋り、政策の多くをリピール協会への譲歩であると嘆いた。自由主義的なアイルランド担当大臣のエリオット卿エドワード・エリオットとも口論し、1842年12月には首相ロバート・ピールが手紙で「現行の制度ではアイルランドを十分に統治できない決定的な証明」（decisive proof that the government of Ireland cannot be satisfactorily administered under the present constitution）がすぐにでも現れるだろうとの恐れを綴った。ピールは1844年2月にもド・グレイ伯爵夫人に手紙を書き、ド・グレイ伯爵をなだめさせようとしたが、これも失敗に終わっている。そして、ド・グレイは健康上の理由により1844年にアイルランド総督を辞任、以降政治への関わりが少なくなった。
1846年、穀物法廃止に賛成票を投じた。
1859年11月14日にセント・ジェームズ・スクエア4号で死去した。息子に先立たれたため、ルーカス男爵位は長女アン・フローレンスが継承した。それ以外の爵位は男子しか継承できず、弟フレデリック・ジョン・ロビンソンの息子ジョージ・ロビンソンが継承した。

## 著作
- チャールズ・ルーカス（英語版）伝（1845年[5]）
- Characteristics of the Duke of Wellington apart from his Military Talents（1853年[5]）

## 家族
1805年7月20日、ヘンリエッタ・フランシス・コール（1784年6月22日 – 1848年7月2日、初代エニスキレン伯爵ウィリアム・ウィラビー・コールの娘）と結婚、1男2女をもうけた。
- アン・フローレンス（1806年 – 1880年） - 1833年10月7日、第6代クーパー伯爵ジョージ・クーパー（英語版）と結婚、子供あり[8]
- フレデリック・ウィリアム（1811年ごろ – 1831年2月6日[2]）
- メアリー・ガートルード（Mary Gertrude、1892年7月11日没） - 1832年7月6日、ヘンリー・ヴィナー（Henry Vyner、ロバート・ヴィナーの息子）と結婚[9]